# Рид, Тодд
Тодд Чарльз Рид (англ. Todd Charles Reid; 3 июня 1984, Сидней — 23 октября 2018, Мельбурн) — австралийский теннисист. Победитель Уимблдонского турнира в одиночном разряде среди юношей и Открытого чемпионата Австралии в парном разряде среди юношей (оба — 2002), игрок сборной Австралии в Кубке Дэвиса.

## Биография
Тодд Рид родился в Сиднее в 1984 году. Его родителям, Бобу и Сандре, принадлежал спортивный центр, и Тодд уже в четыре года начал играть в теннис. В теннис играли и обе его старших сестры — Рене и Тара.
Тодд четыре года провёл в Брейдентоне (Флорида) в Теннисной академии Ника Боллетьери, а затем два года тренировался в Австралийском институте спорта. В юношеском рейтинге ITF он достиг четвёртого места и в 2002 году завоевал последовательно титул победителя Открытого чемпионата Австралии в юношеском парном разряде среди юношей (с Райаном Генри) и Уимблдонского турнира в одиночном.
В начале 2002 года в Новой Зеландии Рид завоевал свой первый титул в турнирах класса ITF Futures в одиночном разряде, закончив год с балансом побед и поражений 24-6 в турнирах этого уровня, а в конце года перешёл в профессионалы. В определённый момент он был третьей ракеткой Австралии после Ллейтона Хьюитта и Марка Филиппуссиса. В 2004 году Рид добрался до третьего круга Открытого чемпионата Австралии среди взрослых, проиграв там Роджеру Федереру, и к осени достиг в рейтинге ATP 105-го места, в общей сложности заработав за год более 150 тысяч долларов. Среди соперников, которых он победил в этом сезоне, были действующий победитель Открытого чемпионата Франции Гастон Гаудио и прошлогодний финалист этого турнира Мартин Веркерк. В сентябре Рид сыграл за сборную Австралии в матче Кубка Дэвиса с командой Марокко. Его бывший партнёр Райан Генри говорил, что в это время Рид показывал потенциал, достойный игрока первой двадцатки рейтинга.
Однако вскоре после этих успехов, в 2005 году, Риду пришлось расстаться с профессиональным теннисом. Причиной стали многочисленные травмы руки и осложнения после инфекционного мононуклеоза. Молодой теннисист несколько раз пытался вернуться в большой спорт, но на прежнем уровне так и не заиграл. По словам Генри, рано ушедшего на тренерскую работу, его бывшему партнёру не удалось также найти своё место в повседневной жизни после спорта; одной из причин стало то, что переход в профессионалы не дал ему окончить среднюю школу, которую Рид бросил в середине 11-го класса. Последний матч в своей карьере Рид сыграл в 2014 году. Он был найден мёртвым у себя дома в октябре 2018 года, в возрасте 34 лет. Причина смерти не уточнялась, но полиция подчёркивала, что её обстоятельства не вызывают подозрений.